# Francisco de Santiago
Francisco de Santiago (ca. 1578-1644) was een Portugees componist. 
Francisco de Santiago werd in Lissabon geboren, onder de naam Veiga. Zijn eerste positie was die van koordirigent van de kathedraal van Plasencia. Daarna vertrok hij naar Spanje, eerst naar Madrid, daarna naar de kathedraal van Sevilla. Men stond hem echter toe iedere vijf jaar naar zijn geboorteland terug te keren. Hij schreef 538 vilhançicos.
- Bibliothèque nationale de France: cb158728173 (data)
- Gemeinsame Normdatei: 1192979648
- International Standard Name Identifier: 0000 0000 6668 8558
- Library of Congress Control Number: no97023610
- MusicBrainz: 947f1dfb-9fd2-40a5-ab23-a5c4ba4b40b6
- Virtual International Authority File: 76651624
- WorldCat: E39PBJwX6rYkR6WDpB33mwgHYP